# Manuel de Sarratea
Manuel de Sarratea (Buenos Aires, 11 agosto 1774 – Limoges, 21 settembre 1849) è stato un politico e diplomatico argentino.
Partecipò ai moti del maggio 1810 e in seguito fu membro del primo Triumvirato di governo (1811-1812) assieme a Juan José Paso e Feliciano Chiclana.
Nel 1820 ricoprì per due volte l'incarico di governatore di Buenos Aires, in questa veste fu uno dei firmatari del Trattato del Pilar del 23 febbraio 1820, uno dei documenti alla base del sistema di governo federale dell'Argentina.
Durante la sua vita fu incaricato di diverse missioni diplomatiche in Brasile e in Europa.